# Euchloe tagis
Euchloe tagis é uma espécie de insetos lepidópteros, mais especificamente de borboletas pertencente à família Pieridae.
A autoridade científica da espécie é Hübner, tendo sido descrita no ano de 1804.
Trata-se de uma espécie presente no território português.

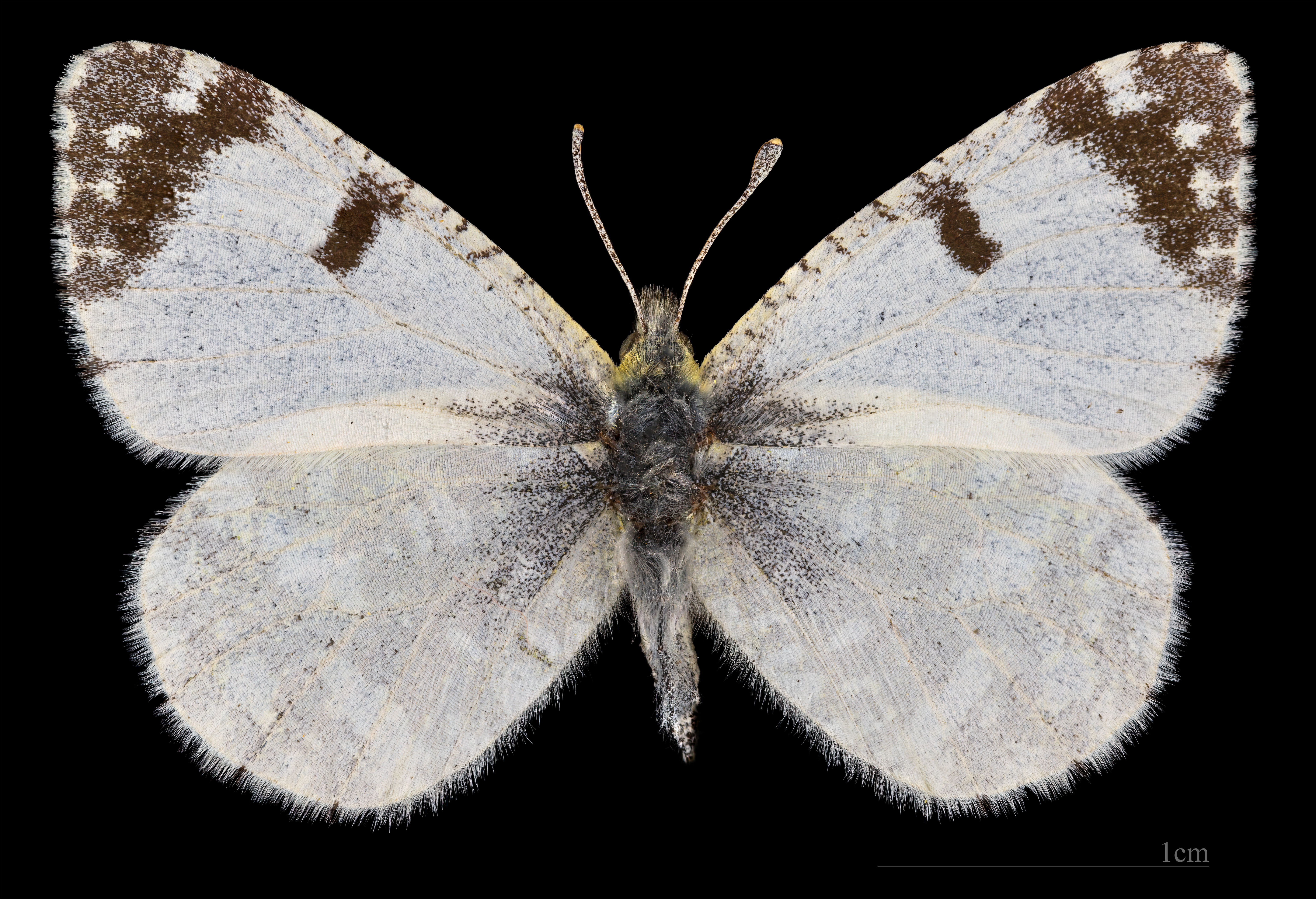
Euchloe tagis bellezina ♂
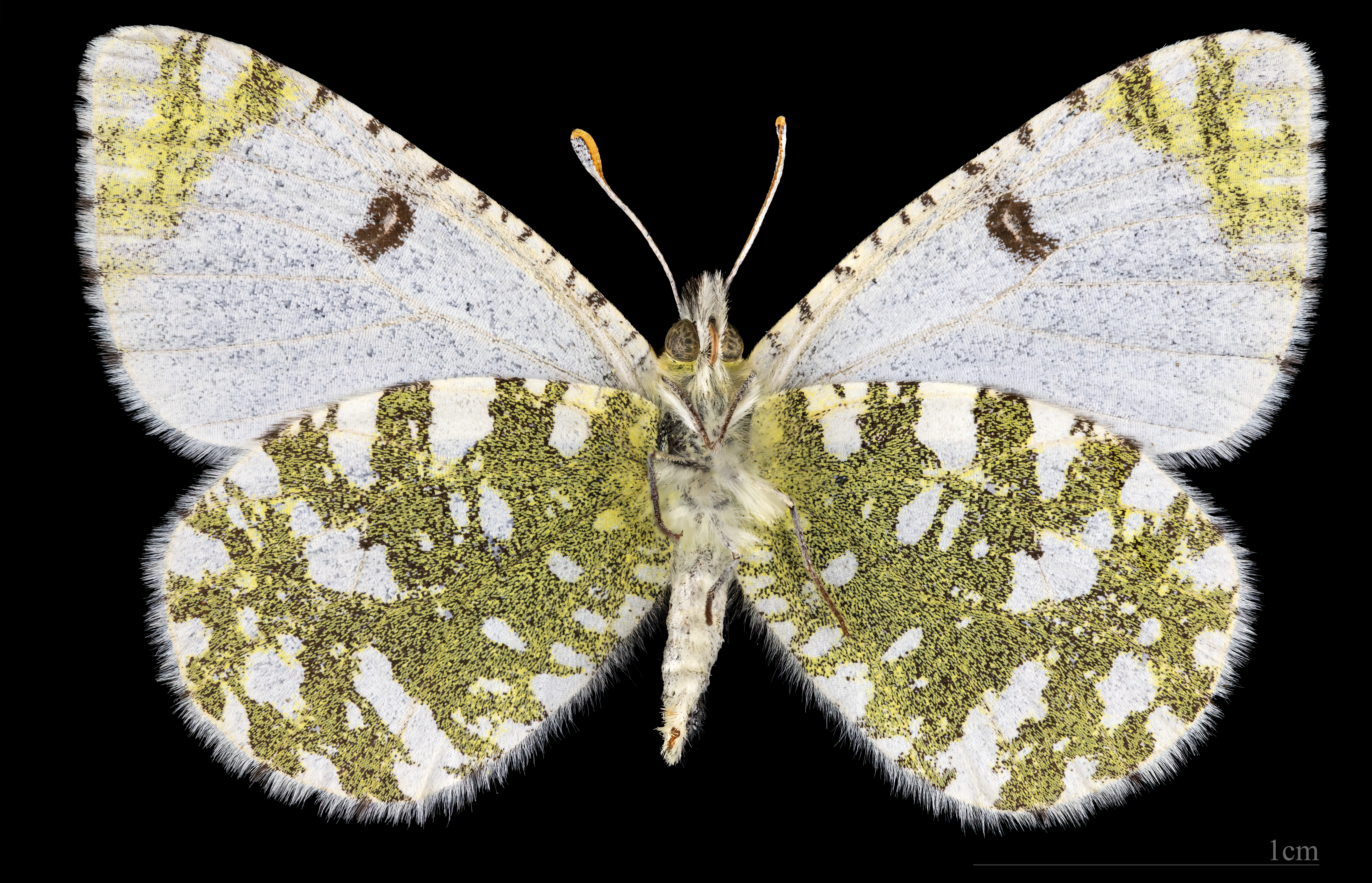
Euchloe tagis bellezina ♂  △
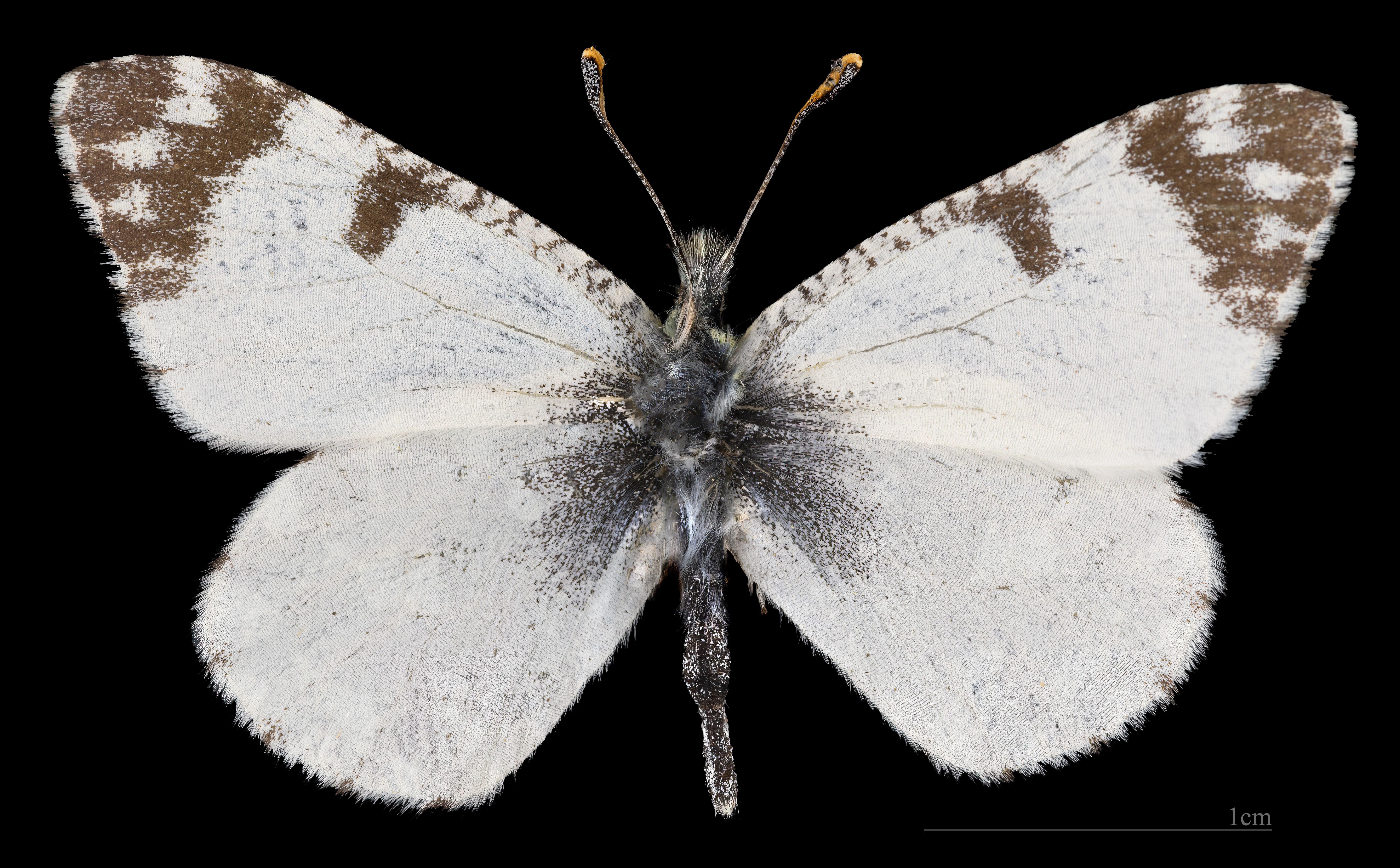
Euchloe tagis castillana ♂
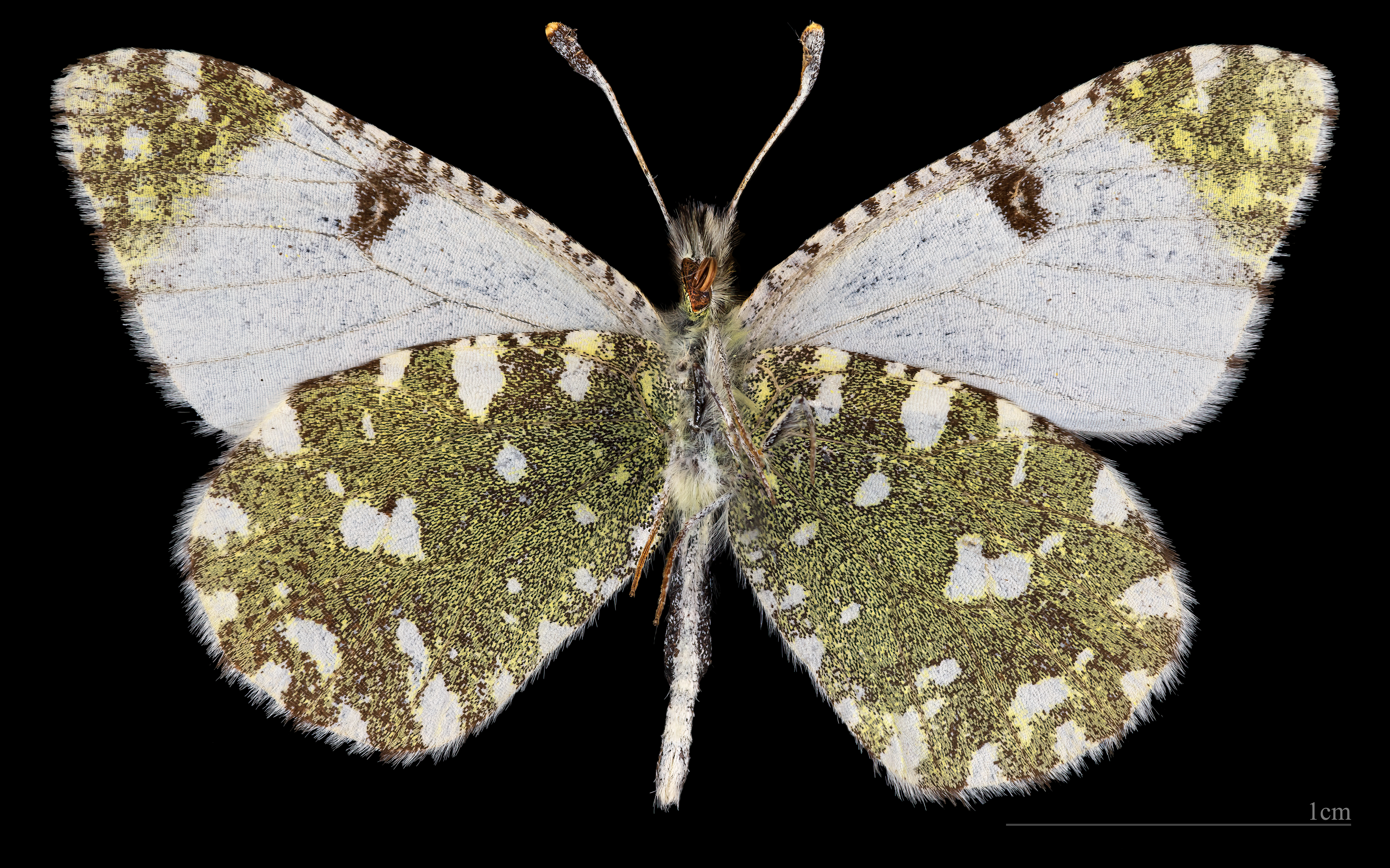
Euchloe tagis castillana ♂  △